# (4307) Cherepashchuk
(4307) Cherepashchuk (1976 UK2) – planetoida z grupy pasa głównego asteroid okrążająca Słońce w ciągu 3,75 lat w średniej odległości 2,41 j.a. Odkryta 26 października 1976 roku.